# Lý Túc
Lý Túc (chữ Hán: 李肅; bính âm: Li Su) (? - 192) là một viên tướng phục vụ dưới trướng của lãnh chúa Đổng Trác vào cuối thời nhà Đông Hán và giai đoạn đầu thời đại Tam Quốc trong lịch sử Trung Quốc.

## Tiểu sử
Lý Túc ban đầu phục vụ dưới trướng Đổng Trác và được phong chức Trung Lang tướng (骑都尉). Sau đó, vì bất mãn với Đổng Trác, Lý Túc giúp sức cho Lã Bố, người cùng quê với ông trong việc hành thích Đổng Trác. Lý Túc giả vờ hộ vệ Đổng Trác vào cung để tạo điều kiện cho Lã Bố bất ngờ tấn công và giết Đổng Trác. Khi quân lính của các cựu thần nhà Hán do Vương Doãn và Sỹ Tôn Thụy cầm đầu bao vây Đổng Trác, Đổng Trác gọi Lã Bố nhưng không ngờ lại bị chính ông này giết chết.
Sau khi Đổng Trác chết, bộ hạ của Đổng Trác là quân Tây Lương kéo về kinh đô để trả thù. Lúc này Lý Túc phục vụ dưới trướng của Lã Bố những đã bắt đầu nảy sinh mâu thuẫn. Khi con rể của Đổng Trác là Ngưu Phụ dẫn quân tấn công Lý Túc xung phong lãnh binh chiến đấu nhưng đã thất bại dưới tay của Ngưu Phụ, sau khi dẫn tàn quân thất bại trở về Lý Túc bị Lã Bố hành quyết.

## Trong Tam Quốc diễn nghĩa
Trong tiểu thuyết Tam Quốc diễn nghĩa của La Quán Trung, Lý Túc được giới thiệu là người cùng quê với Lã Bố. Khi Đổng Trác muốn chiêu dụ Lã Bố, Lý Túc đã tự mình xin làm thuyết khách, ông khuyên Đổng Trác biếu con ngựa Xích Thố cho Lã Bố. Lý Túc đem con ngựa cùng nhiều vàng bạc châu báu sang doanh trại của Lã Bố và thuyết khách thành công, khuyên được Lã Bố giết Đinh Nguyên và sang hàng Đổng Trác.
Sau đó khi đánh nhau với quân của Tôn Kiên tại Phí Thủy Quan, biết được tin quân Tôn Kiên đói ăn do Viên Thuật không cung cấp lương thảo nên tinh thần sa sút và rối loạn. Lý Túc bàn với tướng Tây Lương là Hoa Hùng bàn với  dẫn quân tập kích Tôn Kiên vào ban đêm. Quân Hoa Hùng đến trại Tôn Kiên và tập kích nửa đêm, mặt sau Lý Túc kéo vào sai quân sĩ phóng hỏa. Quân Tôn Kiên rối loạn và đại bại. Tướng Tổ Mậu của Ngô bị Hoa Hùng chém chết.